# Rym Zouaoui
Rym Zouaoui, née le 23 avril 1963, est une nageuse tunisienne.

## Carrière
Rym Zouaoui est médaillée de bronze du 200 mètres brasse aux Jeux africains de 1978 à Alger.
Elle devient ensuite entraîneuse de natation avant de prendre des fonctions de dirigeante à la Fédération tunisienne de natation, à la Confédération africaine de natation amateur ou encore au Comité national olympique tunisien.
À l'occasion des Jeux olympiques d'été de 2012, elle est la première femme Arabe à devenir cheffe de délégation,.
Elle est docteure en management du sport de l'université Paris-Sud et docteur en gestion de la faculté des sciences économiques et de gestion de l'université de Tunis - El Manar.